# فرد نورتن
فرد نورتن (بالإنجليزية: Fred C. Norton)‏ هو قاضي ومحامي وسياسي أمريكي، ولد في 19 أغسطس 1928 في منيابولس في الولايات المتحدة، وتوفي في 28 أكتوبر 2000 في مارين أون سانت كروا في الولايات المتحدة. حزبياً، نشط في حزب العمال المزارعين الديمقراطيين في مينيسوتا والحزب الديمقراطي.